# Heerte
Heerte ist einer der insgesamt 31 Stadtteile der kreisfreien Stadt Salzgitter in Niedersachsen, gelegen in der Ortschaft West.
Heerte gehörte bis zum 31. März 1942 zum Landkreis Wolfenbüttel und wurde durch einen Verwaltungsakt am 1. April 1942 ein Teil der Großstadt Watenstedt-Salzgitter. Am 23. Januar 1951 wurde diese amtlich in Salzgitter umbenannt.

## Geschichte
Das heutige Heerte wurde erstmals im Jahre 1022 in Bischofs Bernwards Gründungsurkunde des Klosters St. Michael zu Hildesheim erwähnt. In dieser Urkunde werden dem Kloster Kirchenländereien zwischen Hedelendorp (dem heutigen Salzgitter-Hallendorf) und Dusuhem (heute: Dutzum) zugesprochen.
Zu dieser Zeit gab es bereits drei Ortsteile, die alle diesen Namen führten. Der größte dieser drei Orte war Groß- oder Kirchheerte. Der Name deutet darauf hin, dass hier die einzige Kirche der drei Ortsteile stand. Der Ort wurde auch Drec-Heerte genannt – die Vorsilbe Drec verweist auf die sumpfige Beschaffenheit des Geländes. Kirchheerte lag in südwestlicher Richtung vom heutigen Heerte. Der dritte Ort war Klein- oder Nord-Heerte, westlich vom heutigen Heerte und nördlich von Kirchheerte gelegen. Den Ortsnamen Kirchheerte findet man 1391 zum letzten Male erwähnt, seine Einwohner zogen um diese Zeit in die Nähe der Schutz gewährenden Burg Gebhardshagen. Sowohl Klein- als auch Kirch-Heerte sind Anfang des 15. Jahrhunderts wüst gefallen.
Frühere Nennungen des Ortsnamens waren Heredishem (1022), Herithe (1161), Herethe (1209), Ostherte (1335/1363) und Groten Heerte (1412) für das heutige Heerte und Kerchherete (1238), Kercherte (1323), Drecherete (1386) für Kirch- bzw. Großheerte. Für Klein- oder Nordheerte findet man die Namen Nordherete (1315), Minori Herde (1331), Northerte (1363) und Lütken Herde (1568). Der Ortsname Heerte leitet sich vom niederdeutschen Wort har ab, was so viel wie scharf bedeutet, und verweist auf die Anhöhe am Rande der Fuhse, auf der Heerte liegt.
Bereits im 13. Jahrhundert gehörte Heerte zum Barumer Gau des Amtes Salder, das damals einen Teil Ostfalens bildete. Seit 1235 war Heerte somit ein Teil des Herzogtums Braunschweig.
Während der napoleonischen Zeit gehörte Heerte zum zweiten Muniz des Kantons Salder im Distrikt Braunschweig im Departement der Oker des Königreichs Westphalen. Ab 1814 gehörte Heerte zum Kreisgericht Salder, dem späteren Amt Salder, in dem die Kantone Gebhardshagen, Lesse und Salder zusammengefasst worden waren. Zum 1. April 1942 wurde Heerte der neugegründeten Stadt Watenstedt-Salzgitter eingegliedert.
Bis 1937 war Heerte ein rein landwirtschaftlicher Ort. Mit dem Aufbau der Reichswerke Hermann Göring wurden 1937 große Teile des zu Heerte gehörenden Landes beschlagnahmt und die Landwirte umgesiedelt. Rund um Heerte wurden mehrere Barackenlager zur Aufnahme von Facharbeitern aus dem In- und Ausland errichtet. Seitdem hat sich Heerte zu einem Ort gewandelt, in dem hauptsächlich Menschen leben, die in den umliegenden Industriewerken arbeiten.

### Freiwillige Feuerwehr

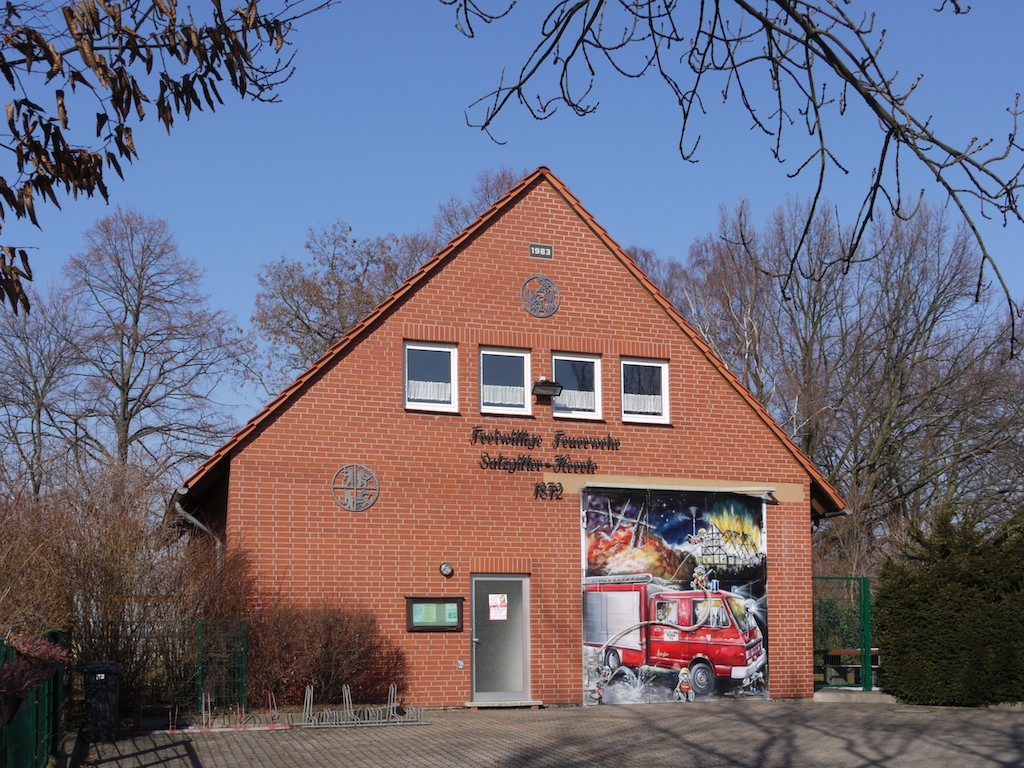
Feuerwehrhaus der Freiwilligen Feuerwehr von Salzgitter-Heerte

Als im Herzogtum Braunschweig das Gesetz, das Feuerhülfswesen betreffend, am 2. April 1874 in Kraft trat, war die Freiwillige Feuerwehr Heertes bereits zwei Jahre alt. 1875 gehörten ihr schon 32 Mitglieder an. Anfänglich bildete die Feuerwehr zusammen mit Hallendorf und Watenstedt einen Löschbezirk, wechselte bald darauf zum Löschbezirk 28, dem noch die Ortschaften Barum, Cramme und Lobmachtersen angehörten. Heute gehört Heertes Feuerwehr zum Löschbezirk III der Stadt Salzgitter.
Bereits 13 Jahre nach der Gründung erhielt die Feuerwehr ein eigenes Spritzenhaus. In diesem war anfänglich neben der Feuerspritze auch der Leichenwagen der Gemeinde untergebracht. 1974 reichte der Platz für ein neues Löschfahrzeug nicht mehr aus und nach einer Zwischenlösung konnte 1988 ein neues Feuerwehrhaus eingeweiht werden.
Zur Freiwilligen Feuerwehr gehört heute ein Spielmannszug (1975 gegründet), seit 1974 eine Jugendfeuerwehr und eine Kinderfeuerwehr.

### Bevölkerungsentwicklung
Von 1802 ist eine Dorfbeschreibung erhalten, nach der Heerte 55 Feuerstellen mit 500 Einwohnern hat. An Gebäuden werden aufgezählt: ein Schriftsassenhof, eine Schule, eine Kirche, zwei Ackerhöfe, vier Halbspännerhöfe, 40 Kothöfe und eine Brinksitzerstelle. Weitere Angaben liegen erst wieder ab dem Ende des 19. Jahrhunderts vor: 1885 – 467 Bewohner, 1890 – 468 Bewohner, 1904 – 481 Bewohner und 1933 sind es 429 Bewohner.
In der Volkszählung vom 17. Mai 1939 wurden 172 Haushaltungen mit 715 Einwohnern erfasst. Ferner zählten 1108 Arbeitsdienstmänner zur Bevölkerung, die der Reichsarbeitsgruppe 188 angehörten und die in Baracken am Strauchholz in der Nachbarschaft von Heerte untergebracht waren.
Nach 1945 kam der Strom der Flüchtlinge und Vertriebenen hinzu, so dass 1950 im Dorf und den umliegenden Lagern 1936 Einwohner gezählt wurden. Mit der Auflösung der letzten Barackenlager 1960/61 verringerte sich die Zahl auf etwa 1200, Ende 2009 waren es erstmals seit Kriegsbeginn weniger als 1000 Einwohner. In den folgenden drei Jahren stieg die Bevölkerungszahl wieder leicht und hält sich bei knapp über 1000 Einwohnern.
| Jahr | Einwohner |
| ---- | --------- |
| 1821 | 403       |
| 1848 | 438       |
| 1871 | 480       |
| 1910 | 466       |
| 1925 | 467       |
| 1933 | 429       |
| 1939 | 1823      |
| 1946 | 1272      |
| 1950 | 1936      |

| Jahr | Einwohner |
| ---- | --------- |
| 1955 | 1681      |
| 1960 | 1225      |
| 1970 | 1408      |
| 1980 | 1394      |
| 1990 | 1318      |
| 2000 | 1433      |
| 2006 | 1133      |
| 2010 | 1009      |
| 2012 | 1012      |

| Jahr | Einwohner |
| ---- | --------- |
| 2014 | 1073      |
| 2016 | 1254      |
| 2018 | 1071      |
| 2019 | 1094      |
| 2020 | 1049      |
| 2021 | 1012      |
| 2022 | 1165      |
| 2023 | 1375      |
| 2024 | 1162      |

## Religion

### Evangelische Kirche St. Petri

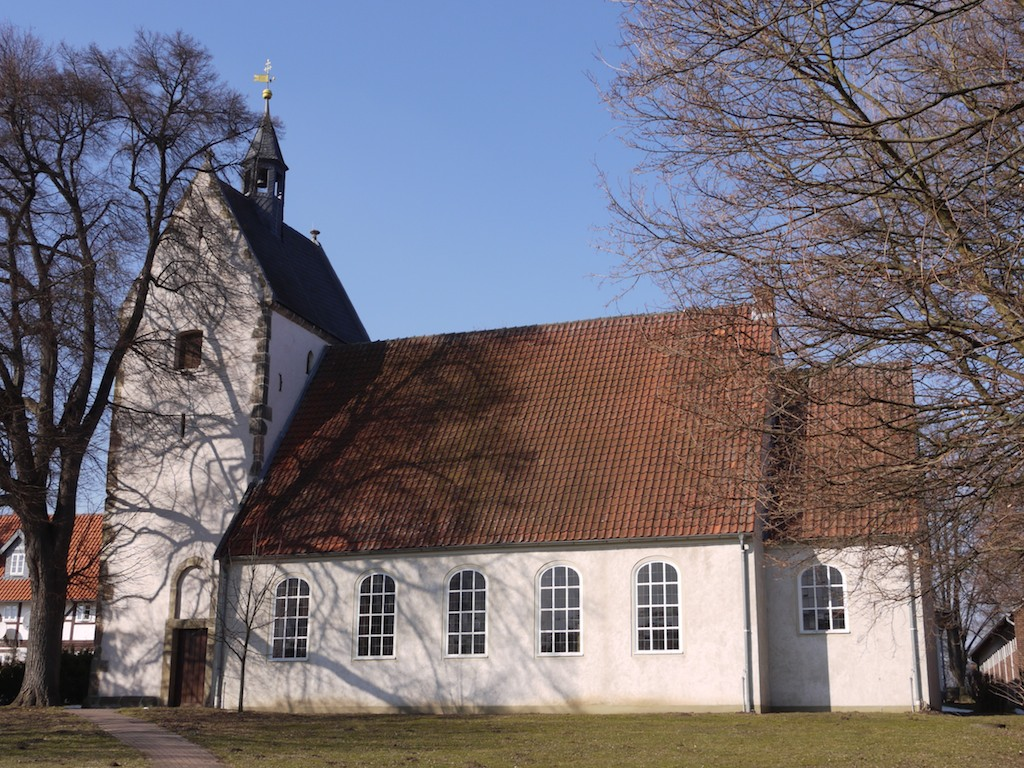
St.-Petri-Kirche von Salzgitter-Heerte

Bis zum Anfang des 15. Jahrhunderts hatte das heutige Heerte keine eigene Kirche – diese stand vielmehr im benachbarten Kirchheerte. Als dieser Ort verlassen wurde und wüst fiel, erhielt Heerte ein eigenes Kirchengebäude. Erstmals 1542 wird die Kirche von Heerte schriftlich erwähnt. Zu dieser Zeit gehörte Heerte zur Kirche von Barum, hatte aber einen eigenen Kaplan. Nach dem Dreißigjährigen Krieg wurde Heerte von Barum abgetrennt und bildete seit 1661 zusammen mit Lobmachtersen einen Pfarrbezirk.
Im Hauptbuch der Heerter Kirche von 1751 findet sich eine Beschreibung des Kirchengebäudes. Hier heißt es: Die Kirche ist bis unter das Dach gemauert und besteht aus drei Teilen: 1. Das Chor ist 23 Fuß lang (ein Braunschweiger Fuß = 28,54 cm). 13 Fuß breit und 16 Fuß hoch. 2. Der mittlere Teil ist 34 Fuß lang, 26 Fuß breit und 20 Fuß hoch. 3. Der Turm hält ins Gevierte 53 Fuß, in der Höhe 50 Fuß. Von einem Umbau im Jahre 1795 ist noch heute eine Inschrift im Kirchturm erhalten, diese lautet: Dieses der gemeinschaftlichen Verehrung des großen Gottes und Vaters der Menschen gewidmete Haus ist gebaut im Jahre MDCCLXXXXV : B.H.H. Pastor F. Teichmann.
Am 14. Januar 1945 wurde das Kirchenschiff bei einem Luftangriff vollständig zerstört – der Turm aber wurde nur wenig beschädigt. Erst 1953 standen ausreichende Mittel zur Verfügung, um einen Neubau zu ermöglichen. Der Entwurf sah den Neubau des Kirchenschiffes in moderner Form vor, der alte romanische Turm sollte erhalten bleiben. Am 17. Oktober 1954 wurde die neue Kirche geweiht. Seit 2007 gehört die Kirchengemeinde Heerte mit Barum, Beinum, Lobmachtersen und Cramme zum Pfarrverband Barum-Lobmachtersen. Heute ist die Kirche in Heerte die nördlichste Kirche der Propstei Salzgitter-Bad. Zur Kirchengemeinde gehört auch die Kindertagesstätte St. Petri.

### Ehemalige katholische Notkapelle
Nach 1945 ließen sich vermehrt Katholiken, aus den ehemaligen deutschen Ostgebieten stammend, in Heerte nieder. Deshalb wurde, nach dem schon katholischer Gottesdienst in verschiedenen profanen Räumen gehalten wurde, in einer Lagerbaracke eine katholische Notkapelle eingerichtet, die von Geistlichen aus dem Nachbarstadtteil Gebhardshagen betreut wurde. Nachdem die Baracke wegen Abbruch des Lagers geräumt werden musste, wurde 1960 eine neue Notkapelle südlich der evangelischen Kirche eingerichtet, im Saal einer ehemaligen Gaststätte in der Querstraße. 1986 wurde auch diese Notkapelle aufgegeben und das Gebäude danach abgerissen, die Gottesdienste fanden dann noch bis Anfang der 1990er Jahre in einem Haus auf der anderen Seite der Querstraße statt. Das Vorhaben, auf einem bereits in den 1960er Jahren angekauften Grundstück am Ortsrand eine eigene Kapelle zu erbauen, wurde nicht umgesetzt. Heute gehören die katholischen Einwohner von Heerte zur Pfarrgemeinde St. Marien in Salzgitter-Bad mit Filialkirche St. Gabriel im nahen Gebhardshagen.

## Politik

### Wappen
Der Wappenschild ist schrägrechts in weiß und blau geteilt mit je einen fliegenden Kranich in verwechselten Farben.
Die Kraniche stehen für den nahen Heerter See, an dem sich viele seltene Wasservögel angesiedelt haben. Die in entgegengesetzter Flugrichtung dargestellten Zugvögel symbolisieren den im Frühjahr und Herbst stattfindenden Vogelflug, auf dem die Tiere regelmäßig Stopps am Heerter See einlegen. Die Farbteilung des Wappenschildes soll klimatisch den sonnigen Süden und den rauen Norden darstellen, wo sich die Kraniche im Wechsel aufhalten.
Das Wappen wurde im November 2008 von einer Bürgerversammlung als Ortswappen von Salzgitter-Heerte angenommen.

## Heerter See

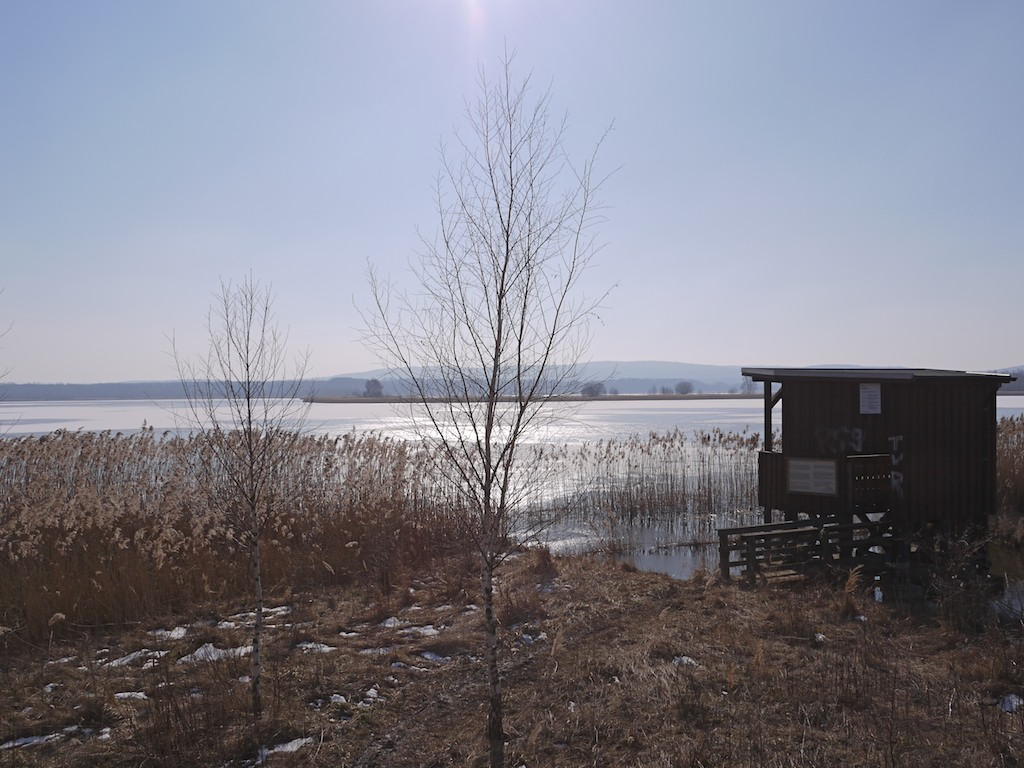
Heerter See – Nordufer mit Beobachtungsstation

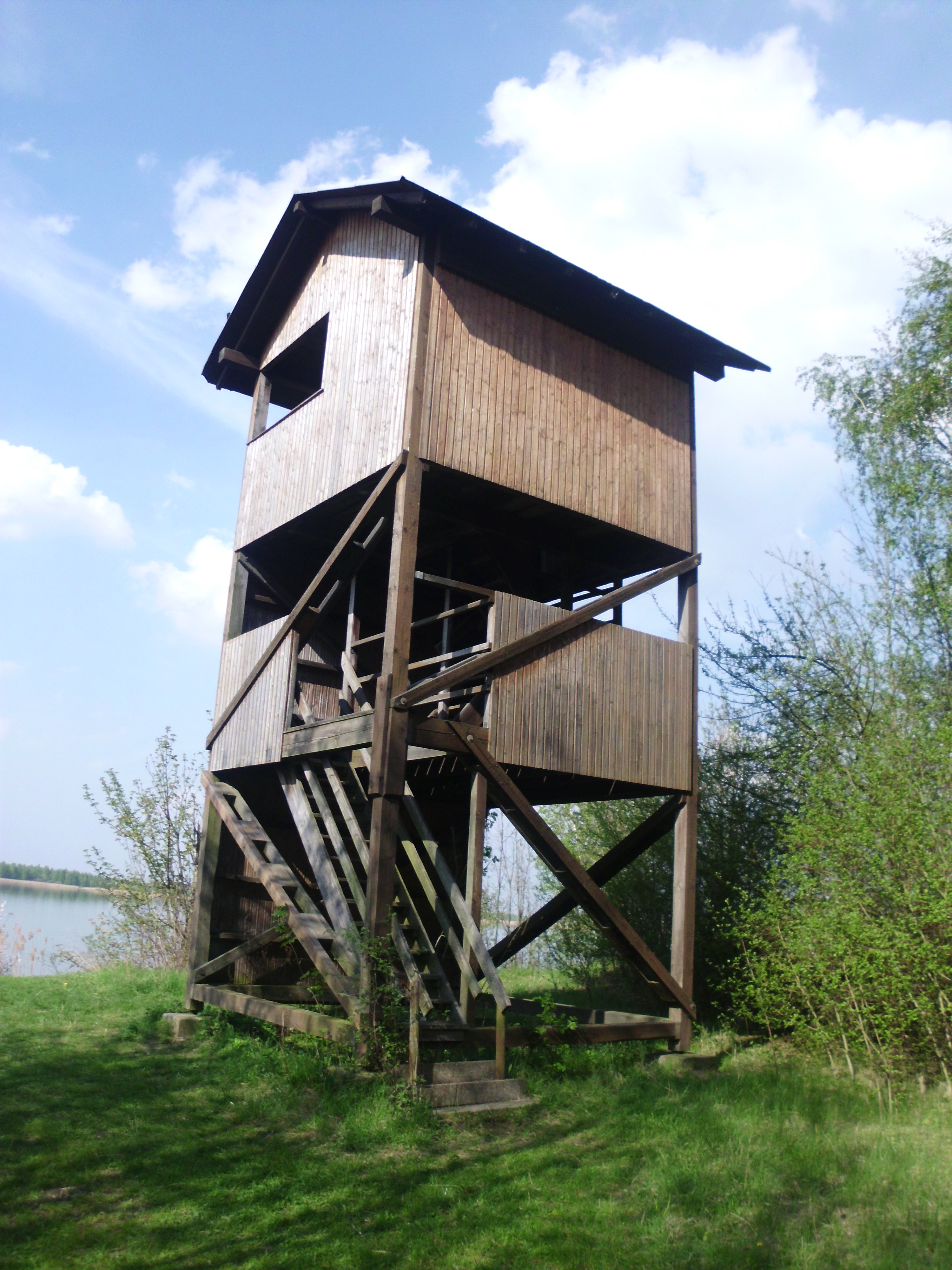
Aussichtsturm am Südufer des Sees

Der Heerter See wurde 1951 als Klärteich III südlich von Heerte künstlich angelegt. Der Bau war erforderlich geworden, da die Kapazität der bei Gebhardshagen gelegenen und bisher für den Erzbergbau genutzten Klärteiche 1 und 2 (heute: Reiherteich) erschöpft war. Nach dem Erliegen des Erzbergbaus im Salzgittergebiet wurden die Einspülungen 1976 eingestellt. Der See hatte ursprünglich eine Gesamtfläche von 272 ha. Heute sind je nach Wasserstand 120–160 ha von Wasser bedeckt, der Rest sind große Schlammflächen. Diese sind inzwischen zu mehr als 50 % von Schilf bewachsen und bieten so der Vogelwelt ein ideales Brutrevier.
Der See wurde 1984 mit seinen Uferbereichen als Naturschutzgebiet „Klärteich III bei Salzgitter-Heerte“ ausgewiesen. Später wurde das Gebiet auch als Vogelschutzgebiet ausgewiesen. Es wurde 1992 zum Europareservat erklärt und in die Liste der europäischen Vogelreservate aufgenommen. 2007 übernahm die NABU-Stiftung Nationales Naturerbe den See zusammen mit den angrenzenden Waldflächen von der Preussag Immobilien GmbH. 2017 ging das Naturschutzgebiet im neu ausgewiesenen Naturschutzgebiet „Heerter See und Waldgebiet Heerter Strauchholz“ auf.
Um den See führt ein Rundwanderweg und an zwei Stellen hat der NABU Salzgitter Beobachtungstürme aufgestellt, von denen aus sich die zahlreichen Vogelarten gut beobachten lassen.
Nach Zählungen des NABU sind Heerter See und die angrenzenden Bereiche Brut-, Rast- oder auch Durchzugsgebiet von mehr als 300 Vogelarten. Beobachtet werden können u. a. Kraniche, Fischadler, Kormoran, Rohrdommel, Schwarz- und Grauspecht. Als seltene Pflanzenarten werden das Kali-Salzkraut, Gewöhnliche Salzschwade, Mähnen-Gerste, Spießmelde sowie diverse Orchideen und verschiedene Enzianarten genannt.

## Wirtschaft
Im Ortskern von Heerte befindet sich die Firma Rudolph & Sohn, ein Hersteller von Transportkippern. Die Firma wurde 1925 vom Schmiedemeister Karl Rudolph sen. gegründet und befindet sich nun in der dritten Generation im Familienbesitz.